# سولونگلو
سولونگلو (به ایتالیایی: Solonghello) یک کومونه در ایتالیا است که در استان آلساندریا واقع شده‌است. سولونگلو ۴٫۹ کیلومتر مربع مساحت و ۲۳۴ نفر جمعیت دارد.